# New Statesman
New Statesman é uma revista britânica de conteúdo político publicada semanalmente em Londres. Fundada em 1913, e conectada com os principais membros da socialista Sociedade Fabiana, ela tem uma posição política de cunho centro-esquerdista. A revista se diz comprometida com o "desenvolvimento, os direitos humanos e o meio-ambiente, acontecimentos globais que a grande imprensa ocasionalmente ignora".
| “ | Desde que foi criado em 1913, este semanário que conquistou reputação pela qualidade dos seus analistas e pela pertinência dos seus comentários, é, por excelência, o fórum da esquerda britânica. No que toca a questões sociais, internacionais e de política social, New Statesman manifesta-se amiúde, e abre as suas colunas de opinião aos mais variados quadrantes. | ” |

A revista teve uma média de circulação de 24.910 exemplares em 2012, um aumento de 1.000 cópias, em comparação com o ano anterior.

## Origens
A New Statesman foi fundada em 1913 por Sidney e Beatrice Webb, com o apoio de George Bernard Shaw e outros membros proeminentes da Sociedade Fabiana. Seu primeiro editor foi Clifford Sharp, que permaneceu editor até 1928. Durante os últimos dois anos de Sharp devido ele estar debilitado pelo alcoolismo crônico o jornal foi realmente editado por seu vice Charles Mostyn Lloyd. Este ficou após a partida da Sharp até à nomeação de Kingsley Martin como editor em 1930 - uma posição que Martin ocupou por 30 anos. 

## 1930-1960: Kingsley Martin
Durante a década de 1930, Martin levou acentuadamente a Statesman à esquerda política. Tornou-se fortemente antifascista e foi geralmente crítica da política do governo de apaziguamento de Mussolini e Hitler, embora não apoiando o rearmamento britânico. Foi também, notoriamente, apologista da União Soviética de Joseph Stalin. Em 1938 Martin recusou-se a publicar os despachos de George Orwell enviados de Barcelona durante a guerra civil espanhola, porque eles criticaram os comunistas por reprimirem os anarquistas e outros esquerdistas pertencentes ao Partido Operário de Unificação Marxista (POUM) durante as Jornadas de Maio. É um fato lamentável, Martin escreveu a Orwell, mas qualquer crítica hostil ao atual regime russo é susceptível de ser tomada como propaganda contra o socialismo. Martin também se recusou a permitir que o jornal publicasse comentários do livro anti-stalinista A Revolução Traída de Leon Trotsky. No entanto, Martin tornou-se mais crítico de Stalin após a invasão soviética da Finlândia.
A circulação da Statesman cresceu enormemente sob a direção de Martin, atingindo 70.000 exemplares em 1945.